# HKS
HKS Co., Ltd. (яп. 株式会社エッチ・ケー・エス Кабусики-гайся Этти Кэ: Эсу, «Акционерная компания HKS») — японская публичная компания, специализирующаяся на производстве, продаже и обслуживании усовершенствованных (спортивных) деталей для двигателей внутреннего сгорания и автомобильных аксессуаров. Штаб-квартира компании расположена в городе Фудзиномия, префектура Сидзуока.

## История
HKS была образована в 1973 году бывшим инженером Yamaha Motor Company Хироюки Хасэгавой совместно с Гоити Китагавой (их фамилии составили первые две буквы наименования). Основную долю в стартовый капитал внесла компания Sigma Automotive (третья буква аббревиатуры HKS). Компания начинала свою деятельность с обслуживания бензиновых двигателей сельскохозяйственной техники. Основная деятельность компании была сосредоточена в районе горы Фудзи. В дальнейшем компания начала проектировать ДВС с высокой производительностью, а также компоненты для их постройки. Основные производители двигателей, в то время, практически не занимались технологическим усовершенствованием уже существующих ДВС и не производили отдельных деталей для этого. В июле 1974 года Хироюки Хасэгава спроектировал и создал первый массовый коммерческий набор для установки турбин на двигатели пассажирских автомобилей, с тех пор компания активно развивает и модернизирует технологии турбирования ДВС. HKS начинает производить турбокомпрессоры, автомобильные интеркулеры, а также полные комплекты для установки турбин. Хироюки Хасэгава создал первый доступный для автолюбителей электронный турботаймер и буст-контроллер.
По состоянию на 2011 год HKS является публичной компанией со значительной долей международных продаж. Сеть поддержки клиентов и реализации продукции охватывает Азию, Европу, Австралию и Америку. Основные заводы и предприятия занимающиеся массовым производством продукции находятся в Японии у подножия горы Фудзи (в том числе и подразделения, занимающиеся исследованиями и разработкой). Дочерние предприятия были созданы в США, в штате Калифорния (носит название HKS USA), Кембриджшире, Великобритания (HKS Еurope), и в Бангкоке, Таиланд (HKS Tailand).

## Продукция
HKS представлен на современном рынке широким спектром оборудования, отдельных деталей, а также полными комплектами деталей для усовершенствования двигателей (в том числе тюнинга) практически всего модельного ряда Японских автомобилей, а также для некоторых моделей автомобильного рынка США и стран Европы. Компанией поставлено на конвейер массовое производство начиная от внутренних деталей двигателя, таких как клапаны, шатуны и распредвалы двигателей, и заканчивая дополнительной доработкой с интеркулер-наборами, полными комплектами выхлопной системы, а также турбокомплектами. За более чем 34 летний опыт проектирования HKS разработала более 30 различных имеющихся в продаже турбокомпрессоров в том числе комплекты, которые способны существенно повысить производительность двигателя на более, чем 500 лошадиных сил.
Компания также производит авиационные двигатели HKS 700E.
По состоянию на начало 2010-х годов HKS производит:
- Автомобильные турбины.
- Комплекты для полного турбирования ДВС.
- Системы впуска (без турбин, включает в себя: патрубки, воздушные фильтры, различные датчики).
- Системы выпуска (полные системы, включая увеличенные патрубки и глушители пониженного сопротивления воздуха, а также отдельные детали).
- Детали автомобильной подвески (амортизаторы, стойки, опоры стоек)
- Автомобильную электронику (датчики, контроллеры, системы зажигания, блоки управления ДВС, турботаймеры, комплекты проводки и дополнительные системы заземления).
- Автомобильные приборы.
- Внутренние детали двигателя (Поршни, клапаны, шатуны, кольца и тд., а также ремни ГРМ повышенной прочности, насосы, помпы и термостаты).
- Компоненты трансмиссии (Спортивное сцепление, готовые ремкомплекты трансмиссии).
- Автомобильные интеркулеры и компоненты к ним.
- Компоненты топливной системы (Форсунки, трубки, шланги).
- Перепускные клапана и комплектующие к ним.
- Автоаксессуары (Крышки радиаторов, крышки масляной горловины, различные эмблемы).

## Известность
С конца 1980-х годов компания получила широкую известность в автоспорте благодаря участию и спонсорству во многих формах соревнований. HKS участвует в: Дрэг-рейсинге, JTCC, JGTC, F3, D1 Grand Prix, Superbikes, а также в других соревнованиях. Также компания спонсирует команды по автоспорту, которые носят надписи HKS на форме, а также на болидах. Сотрудничество в этом случае становится выгодно обеим сторонам. В частности HKS использует (либо использовали): Энтони Рид (Supertouring / JTCC), Тэцуя Кавасаки (Дрэг-рейсинг), Нобутэру Танигути (D1 Grand Prix и Time Attack), Акира Иида (Time Attack) и другие.